# 那須官衙遺跡
座標: 北緯36度46分52秒 東経140度06分35秒 / 北緯36.78113347度 東経140.10971512度

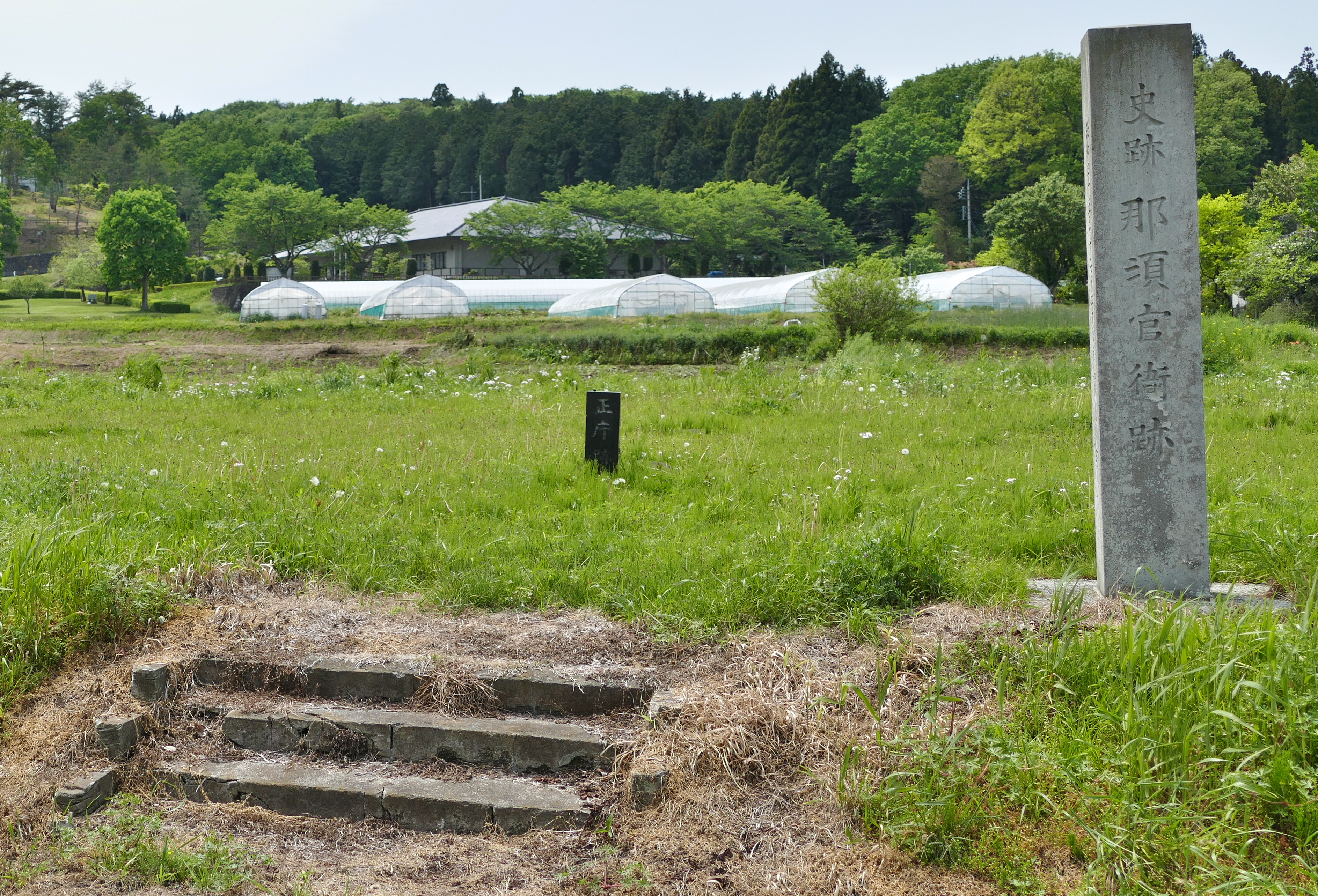
那須官衙遺跡（奧は那珂川町なす風土記の丘資料館）

那須官衙遺跡（なすかんがいせき）は、栃木県那須郡小川町にある奈良・平安時代の古代官衙遺跡。1976年（昭和51年）6月7日、国の史跡に指定された。一部は史跡公園になっている。

## 概要
8～10世紀の那須郡の郡衙跡は、那珂川町小川の梅曽にある、この那須官衙遺跡（なすかんがいせき）であると考えられている。
この遺跡は那珂川と箒川の合流地点の近くの、箒川の形成した段丘上に位置する。 昭和の初期より古瓦が散布することから寺院跡だと考えられ梅曽廃寺と呼ばれていたが、発掘により郡衙跡であることが分かった。
郡衙は南北200メートル、東西400～600メートルほどの範囲にあり、その中を溝で西・中央・東さらに南東の4ブロックに分けている。西ブロックは幅4メートル、深さ1メートルの大溝によって囲われた1辺約200メートルの不正方形で、倉庫と考えられる総柱式の掘立建物が多数見つかっていることから倉院と考えられている。中央・東ブロックは宅地になっている。中央ブロックからは礎石立ちの倉庫と考えられる建物が2棟検出されている。東ブロックは実務を行う場所（事務官衙）であったと推定される。またこれらの南方には館や厨家があったと思われるが、このうちの館に関連する施設は南東ブロックにあったと考えられる。所有者（管理者）は那珂川町他である。

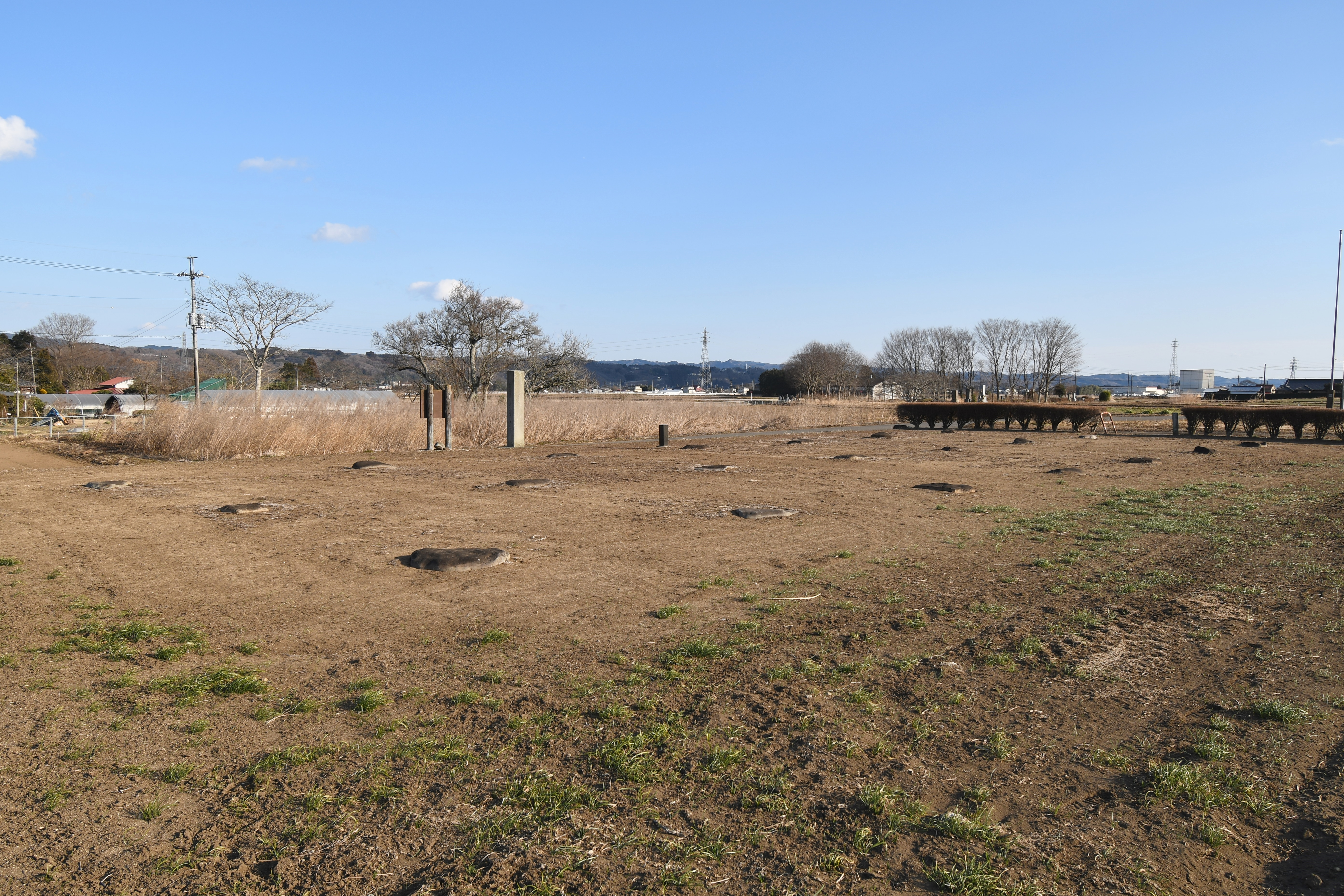
礎石建物跡
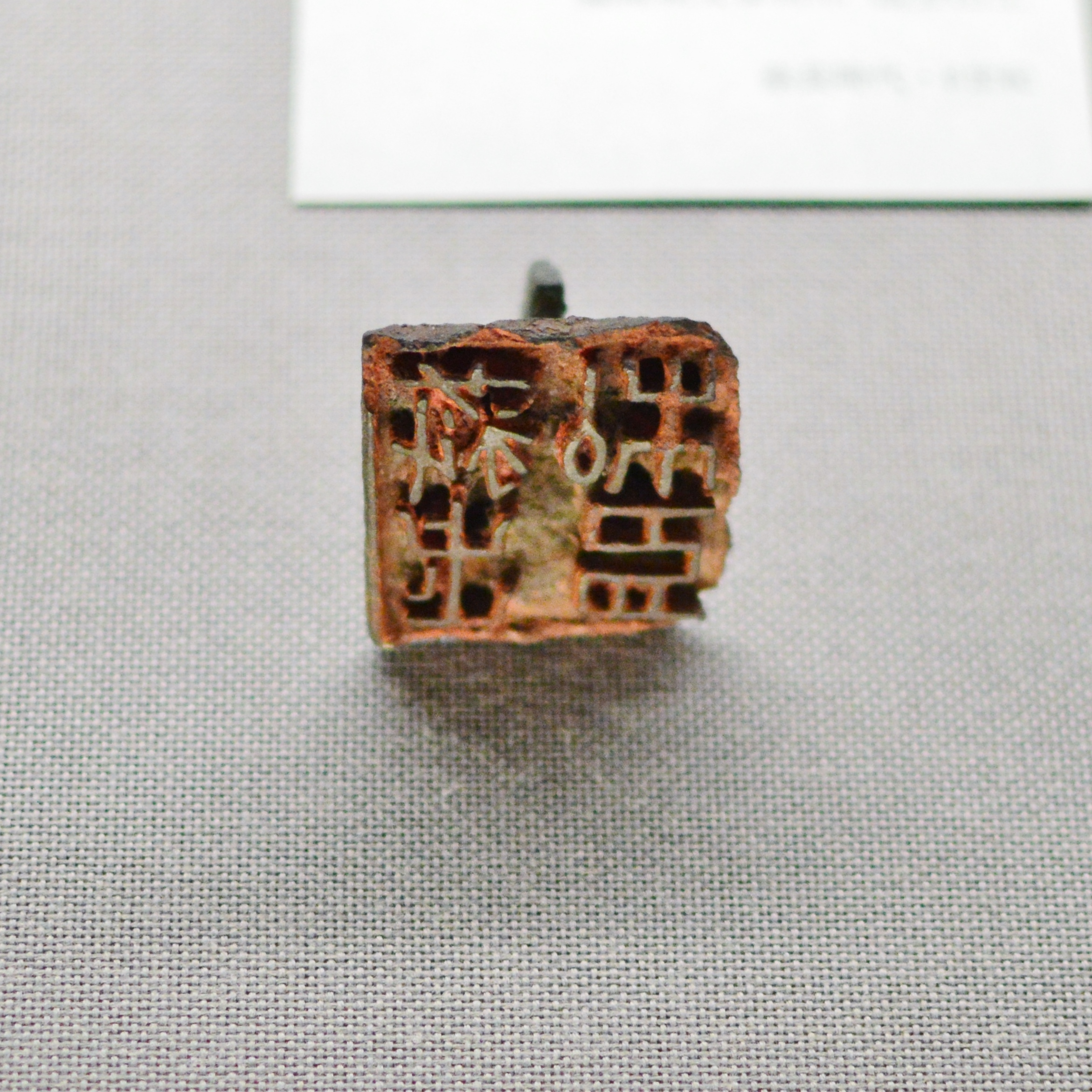
萪□私印 東京国立博物館展示。
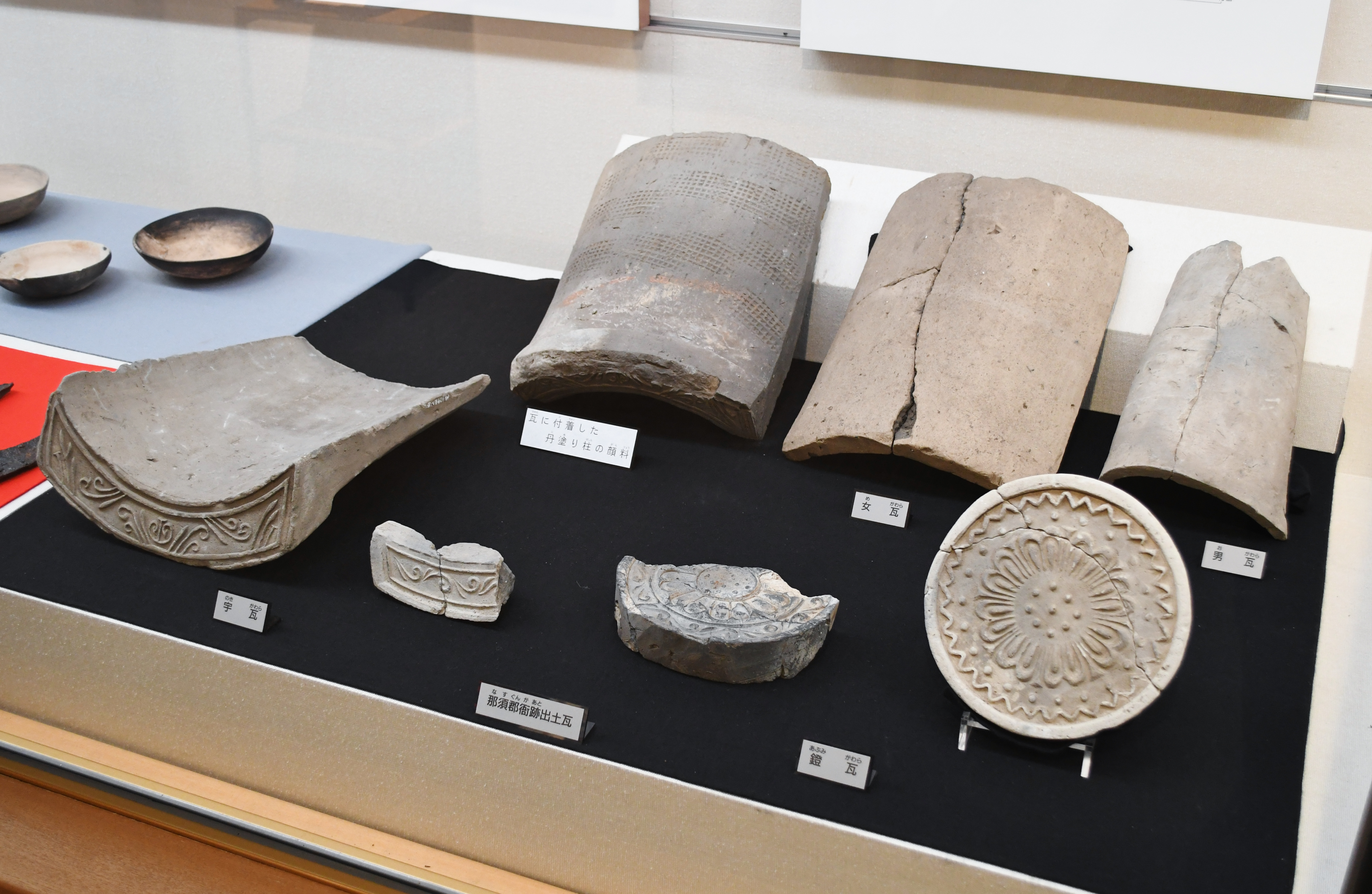
出土瓦 那珂川町なす風土記の丘資料館展示。
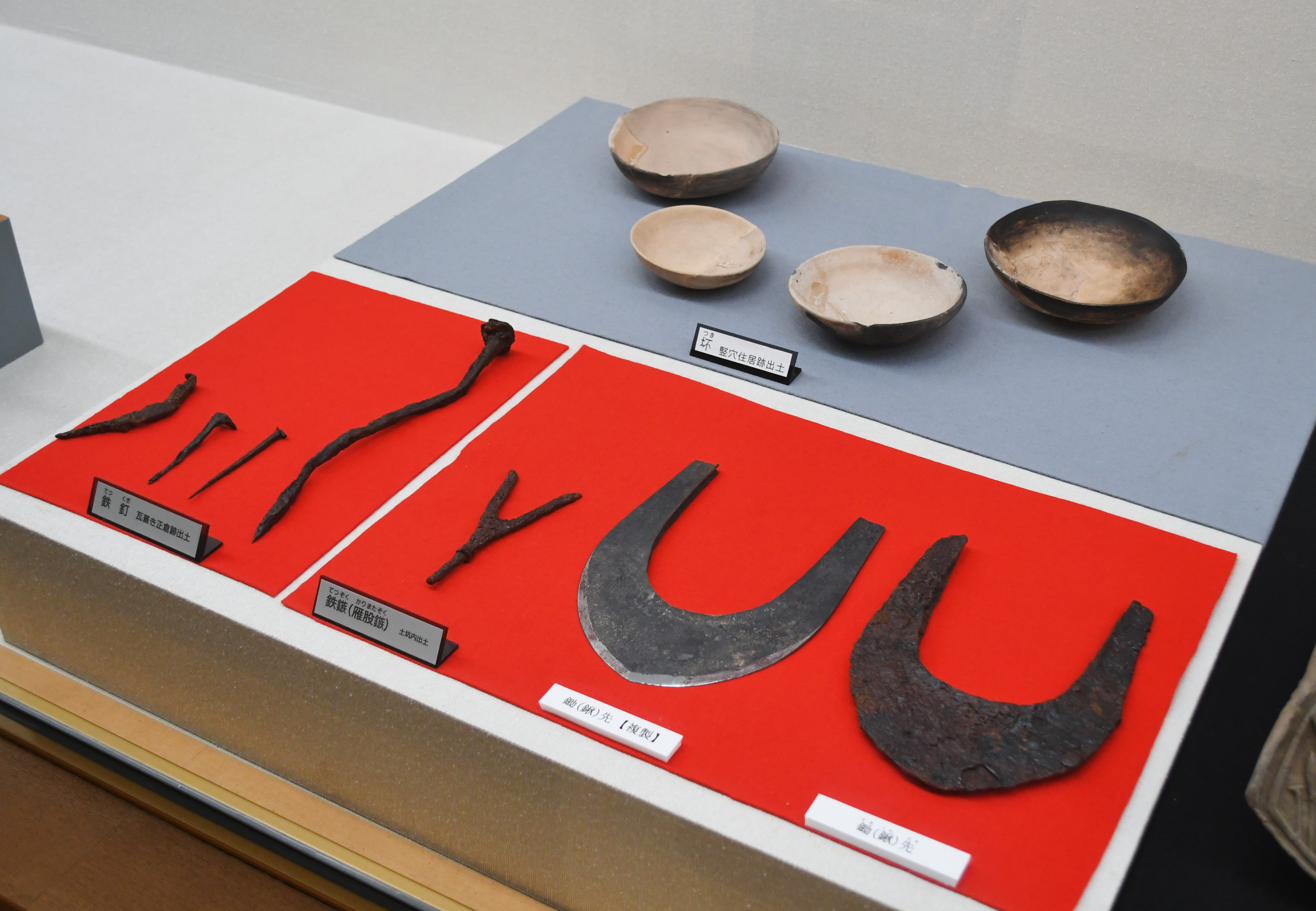
出土品 那珂川町なす風土記の丘資料館展示。

## 文化庁による解説
遺跡は那珂川の支流、箒川左岸にある喜連川丘陵端部に位置している。従来「萪国私印」（1954年〈昭和29年〉重要文化財指定）の出土、古瓦の散布、土壇状遺構の存在などから梅曽廃寺跡と呼称した場所である。
1967年（昭和42年）から行なわれた発掘調査の結果では、礎石をともなう建物遺構、掘立柱建物など30棟以上の遺構が検出されている。遺跡の範囲は方2町と考えられ、そのほぼ中央に東西2間・南北6間、柱間15尺の大規模な建物を中心に倉庫など各遺構が整然と配列されている。遺跡の時期は、出土古瓦などから奈良時代と考えられるが、この性格については、なお不明な点が多い。しかしこの地は、国の史跡侍塚古墳（1951年〈昭和26年〉指定）を中心とした大小の古墳群集地であり、那須国造碑（1952年〈昭和27年〉国宝指定）の所在などの歴史地理的環境を考慮し、きわめて官衙的色彩の強い遺跡といえる。